# 泉南市立新家東小学校
泉南市立新家東小学校（せんなんしりつ しんげひがししょうがっこう）は、大阪府泉南市兎田にある公立小学校。
現在は少子化に伴い1クラスあたりの児童数が減少している為、全クラスあかね組で統一されているが、最盛期はもえぎ組・あさぎ組というクラスも存在していた。
特にあさぎ組は開校当初の数年間しか使用されなかったことから、レアなクラス名となっている。

## 沿革
- 1981年（昭和56年）4月1日 - 開校[1]。